# Greta Bergson

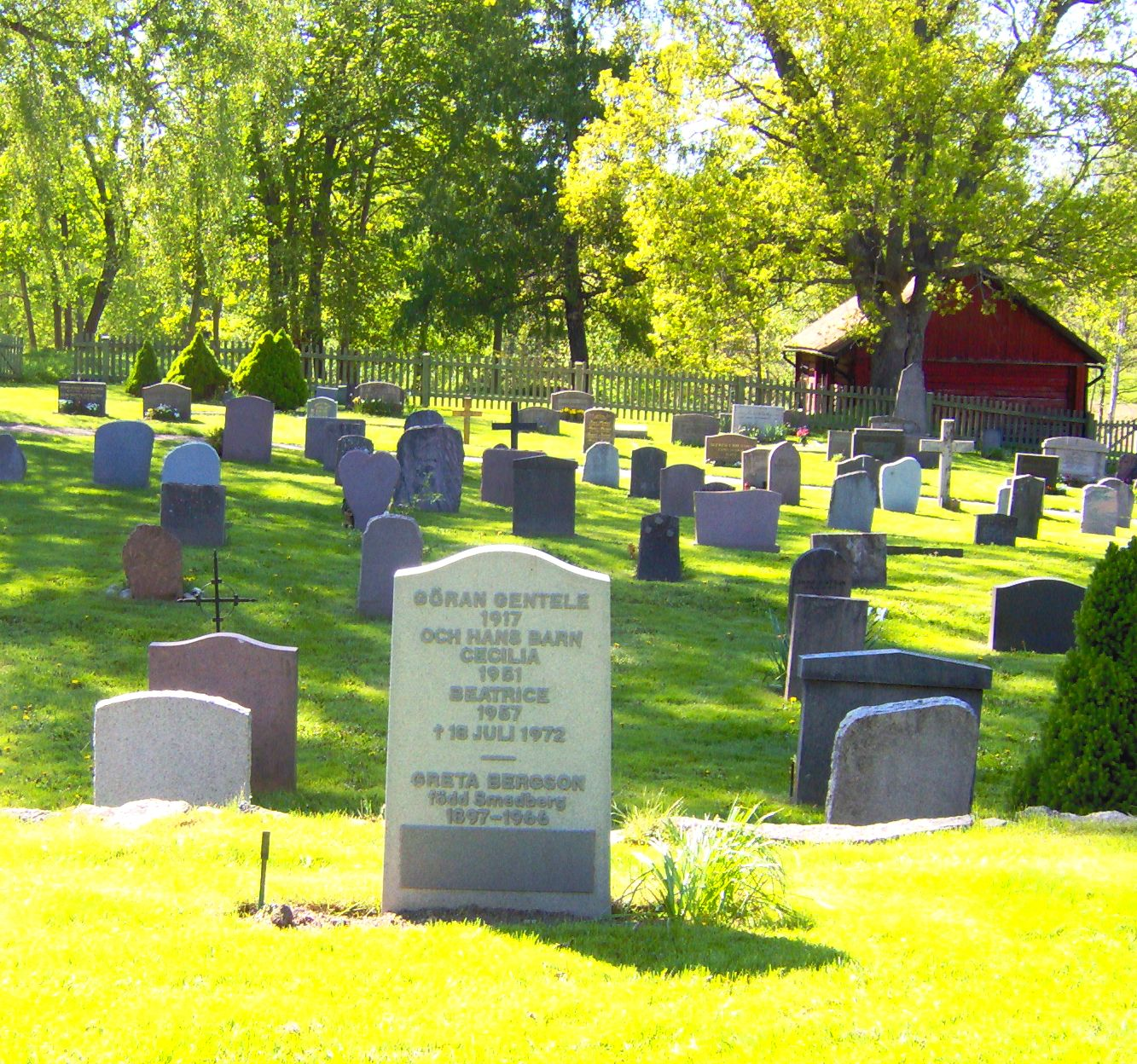
Graven på Ingarö kyrkogård, där Greta Bergson gravsattes 1966, skulle efter en olycka 1972 även bli grav för svärsonen Göran Gentele och två barnbarn.

Anna Augusta Margareta Bergson, känd som Greta Smedberg och Greta Bergson, född 10 september 1897 i Karlstads stadsförsamling, död 4 mars 1966 i Högalids församling i Stockholm, var en svensk skådespelare och författare.
Greta Bergson var dotter till konditorn Karl Fredrik Isidor Smedberg och Anna Amalia Konstantia Lilja i Karlstad. Hon studerade vid Dramatiska Teaterns elevskola 1917–1919 men hade då under flicknamnet Greta Smedberg varit engagerad vid nämnda teater ända sedan 1908. Hon medverkade i 21 pjäser fram till 1921 då hon flyttade till Göteborg. År 1941 gav hon ut en roman om Carl Jonas Love Almqvist.
Greta Bergson gifte sig 1927 med grosshandlaren Isak Bergson (1878–1947). Hon är mor till Marit Bergson, gift med Göran Gentele, båda verksamma inom teatern, samt till konstnären Ann Bergson-Dix.
Hon är begravd på Ingarö kyrkogård, där senare svärson och barnbarn begravdes.

## Teater

### Roller (ej komplett)
| År   | Roll                       | Produktion                                              | Regi          | Teater   |
| ---- | -------------------------- | ------------------------------------------------------- | ------------- | -------- |
| 1908 |                            | Mäster Olof August Strindberg                           |               | Dramaten |
| 1912 |                            | Elektra                                                 |               | Dramaten |
| 1914 |                            | Dunungen Selma Lagerlöf                                 |               | Dramaten |
| 1914 |                            | Madame Sans-Gêne                                        |               | Dramaten |
| 1917 |                            | Den stora scenen (Ordens komedier)                      |               | Dramaten |
| 1918 |                            | Familjen Benoiton                                       |               | Dramaten |
| 1918 |                            | Sanna kvinnor                                           |               | Dramaten |
| 1919 |                            | Toto (la Griffe)                                        |               | Dramaten |
| 1919 |                            | Fink och Fliederbusch                                   |               | Dramaten |
| 1919 | Fru de Verdières           | Äventyret Gaston Arman de Caillavet och Robert de Flers | Karl Hedberg  | Dramaten |
| 1919 | Mrs Marchmont              | En idealisk äkta man Oscar Wilde                        | Karl Hedberg  | Dramaten |
| 1920 |                            | Öfver förmåga                                           |               | Dramaten |
| 1920 |                            | Tåget öfver Bält                                        |               | Dramaten |
| 1920 | Friherrinnan von Rosenkron | Markis von Keith Frank Wedekind                         | Karl Hedberg  | Dramaten |
| 1920 |                            | Flickan från Andros                                     |               | Dramaten |
| 1920 | Fru de Valfontaine         | Låt oss skiljas Victorien Sardou och Émile de Najac     | Karl Hedberg  | Dramaten |
| 1920 |                            | Flickan från Andros                                     |               | Dramaten |
| 1921 | Zelima                     | Turandot Carlo Gozzi                                    | Olof Molander | Dramaten |
| 1921 |                            | Den stora donationen                                    |               | Dramaten |
| 1921 |                            | I telefon                                               |               | Dramaten |
| 1921 |                            | En räddande ängel                                       |               | Dramaten |